# 宋州
宋州，隋朝、唐朝、宋朝设置的州。
春秋時為宋國核心領土，劉裕也以此為國號。隋朝开皇十六年（596年），设立宋州，治所在睢阳县（今河南省商丘市）。唐朝睢阳县改为宋城县。赵匡胤因为做过在宋州的归德军节度使，所以建立的朝代叫宋朝。宋朝景德三年（1006年），宋州升格为应天府。

## 行政区划
| 隋代行政区划变遷 | 隋代行政区划变遷     | 隋代行政区划变遷 | 隋代行政区划变遷 | 隋代行政区划变遷 | 隋代行政区划变遷                                                                           |
| 区划             | 開皇元年             | 開皇元年         | 開皇元年         | 区划             | 大業3年                                                                                    |
| ---------------- | -------------------- | ---------------- | ---------------- | ---------------- | ------------------------------------------------------------------------------------------ |
| 州               | 亳州                 | 汴州             | 徐州             | 郡               | 梁郡                                                                                       |
| 郡               | 梁郡                 | 陽夏郡           | 彭城郡           | 县               | 宋城县 考城县 下邑县 雍丘县 襄邑县 碭山县 楚丘县 寧陵县 陳留县 圉城县 虞城县 穀熟县 柘城县 |
| 县               | 睢陽县 城安县 下邑县 | 雍丘县 襄邑县    | 安陽县           | 县               | 宋城县 考城县 下邑县 雍丘县 襄邑县 碭山县 楚丘县 寧陵县 陳留县 圉城县 虞城县 穀熟县 柘城县 |

| 唐代行政区划 | 唐代行政区划 | 唐代行政区划 | 唐代行政区划 | 唐代行政区划 | 唐代行政区划 | 唐代行政区划 | 唐代行政区划 |
| 武德4年      | 武德4年      | 武德5年      | 貞观元年     | 貞观17年     | 永淳元年     | 天宝3年      | 乾元元年     |
| ------------ | ------------ | ------------ | ------------ | ------------ | ------------ | ------------ | ------------ |
| 宋州         | 宋州         | 宋州         | 宋州         | 宋州         | 宋州         | 睢陽郡       | 宋州         |
| 宋城县       |              |              |              |              |              |              |              |
| 寧陵县       |              |              |              |              |              |              |              |
| 柘城县       | 柘城县       | 柘城县       | -            | -            | 柘城县       | 柘城县       | 柘城县       |
| 穀熟县       |              |              |              |              |              |              |              |
| 下邑县       |              |              |              |              |              |              |              |
| 碭山县       |              |              |              |              |              |              |              |
| 虞城县       | -            | 虞城县       | 虞城县       | 虞城县       | 虞城县       | 虞城县       | 虞城县       |
| -            | 襄邑县       | 襄邑县       | 襄邑县       | 襄邑县       | 襄邑县       | 襄邑县       | 襄邑县       |
| -            | -            | -            | -            | 单父县       | 单父县       | 单父县       | 单父县       |
| -            | -            | -            | -            | 楚丘县       | 楚丘县       | 楚丘县       | 楚丘县       |

## 行政长官
刺史
- 郭孝恪（618年）
- 陈宝遇（619年—620年）
- 谢统师（621年）
- 盛彦师（621年—622年，总管）
- 破六韩蕃（贞观年间）
- 房玄龄（637年，未任）
- 崔幹（贞观年间）
- 王波利（貞觀二十一年左右、647年）
- 李元名（647年—649年）
- 皇甫烜（永徽年间）
- 李凤（658年—663年）
- 房先忠（674年—675年）
- 韦颍（高宗时）
- 权怀恩（高宗时）
- 郑邠卿（高宗后期）
- 高昱（高宗末年）
- 王璿（垂拱年间）
- 封言道（693年—694年）
- 史暕（武周时）
- 李琨（武周时）
- 李庄（武周时）
- 唐從心（武周时）
- 郭待聘（长安年间）
- 姚崇（706年—707年）
- 尹正义（707年—709年）
- 韦嗣立（710年）
- 赵彦昭（710年）
- 刘知柔（713年）
- 萧嵩（715年—716年）
- 崔慎先（717年—718年）
- 张庭珪（719年）
- 赫连钦若（开元年间）
- 寇泚（725年—727年）
- 司马铨（729年）
- 刘彤（739年）
- 赵冬曦（741年）
- 马光淑（开元末年—天宝初年）
- 李少康（742年—744年，睢陽郡太守）
- 裴宽（744年—746年，睢陽郡太守）
- 姚奕（天宝年间，睢陽郡太守）
- 张九皋（749年，睢陽郡太守）
- 路齐晖（749年—751年，睢陽郡太守）
- 李峘（753年—755年，睢陽郡太守）
- 许远（755年—757年，睢陽郡太守）
- 张通悟（755年，安禄山任命，睢陽郡太守）
- 李伯成（757年，睢陽郡太守）
- 李岑（乾元年间）
- 李鷾（乾元年间）
- 刘展（759年—760年）
- 郑崟（大历初年）
- 程悦（大历年间）
- 萧定（771年前）
- 徐向（772年）
- 长孙全绪（774年—776年）
- 李僧惠（776年）
- 刘洽（777年—784年）
- 范阳君（贞元初年）
- 元俯（791年）
- 翟良佐（792年）
- 刘逸准（792年—799年）
- 崔颙（799年）
- 汤贲（贞元年间）
- 杨同逊（贞元年间）
- 庚侹（贞元年间）
- 王玄质（贞元年间）
- 李铦（807年）
- 韦屺（元和年间）
- 高承简（822年）
- 田颖（822年）
- 田肇（大和初年）
- 于季友（大和年间）
- 唐弘实（838年）
- 崔倬（849年—852年）
- 温璋（858年）
- 李琢（859年）
- 崔鐬（861年—862年）
- 郑处冲（868年—870年）
- 郑允谟（乾符年间）
- 高途（文德初年）
- 張廷範（892年—894年）
- 张蕤（昭宗时）
- 袁象先（898年）
- 张存敬（900年—901年）
- 高季兴（903年）
- 刘捍（906年—907年）
- 王皋（907年）
- 丁某
- 郑某